# Lons
Pour les articles homonymes, voir Lons.
Lons (prononcer [lɔ̃s] ; en béarnais Lons ou Louns) est une commune française située dans le département des Pyrénées-Atlantiques, en région Nouvelle-Aquitaine.
Le gentilé est Lonsois.

## Géographie

### Localisation
La commune de Lons se trouve dans le département des Pyrénées-Atlantiques, en région Nouvelle-Aquitaine.
Elle se situe à 5,5 km par la route de Pau, préfecture du département. La commune fait en outre partie du bassin de vie de Pau.
Les communes les plus proches sont : 
Billère (1,8 km), Laroin (2,8 km), Lescar (2,8 km), Jurançon (3,6 km), Pau (3,7 km), Gelos (4,8 km), Artiguelouve (5,2 km), Bizanos (5,7 km).
Sur le plan historique et culturel, Lons fait partie de la province du Béarn, qui fut également un État et qui présente une unité historique et culturelle à laquelle s’oppose une diversité frappante de paysages au relief tourmenté.

### Communes limitrophes
Les communes limitrophes sont Billère, Jurançon, Laroin, Lescar, Montardon, Pau et Serres-Castet.
|        | Serres-Castet                 | Montardon |
| Lescar | Lons                          | Pau       |
| Laroin | Jurançon (par un quadripoint) | Billère   |

### Hydrographie

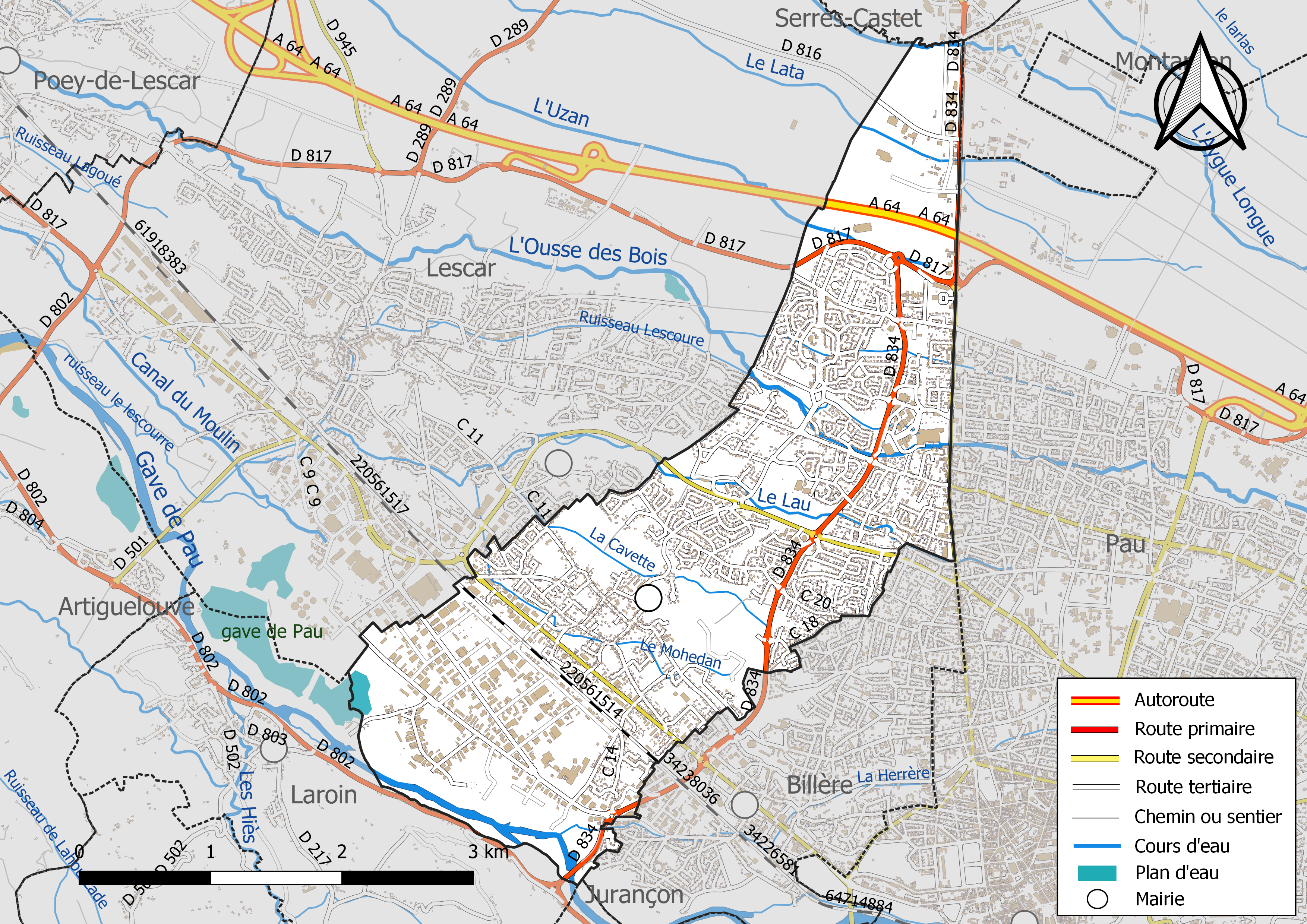
Réseaux hydrographique et routier de Lons.

Les terres de la commune sont arrosées par le gave de Pau et par ses affluents, les ruisseaux la Herrère, le Mohedan et l'Ousse des Bois, elle-même rejointe sur la commune par le canal du Moulin et son tributaire, le ruisseau le Lau (alimenté par le ruisseau Lescoure).
Des affluents du Luy de Béarn, l'Aïgue Longue (alimenté par le ruisseau le Lata sur la commune) et l'Uzan, coulent également sur le territoire de Lons.

### Climat
Pour des articles plus généraux, voir Climat de la Nouvelle-Aquitaine et Climat des Pyrénées-Atlantiques.
Historiquement, la commune est exposée à un climat de montagne.
En 2020, Météo-France publie une typologie des climats de la France métropolitaine dans laquelle la commune est toujours exposée à un climat de montagne et est dans la région climatique Pyrénées atlantiques, caractérisée par une pluviométrie élevée (>1 200 mm/an) en toutes saisons, des hivers très doux (7,5 °C en plaine) et des vents faibles.
Pour la période 1971-2000, la température annuelle moyenne est de 13 °C, avec une amplitude thermique annuelle de 14 °C. Le cumul annuel moyen de précipitations est de 1 265 mm, avec 11,7 jours de précipitations en janvier et 8,5 jours en juillet. Pour la période 1991-2020, la température moyenne annuelle observée sur la station météorologique la plus proche, située sur la commune d'Uzein à 9,56 km à vol d'oiseau, est de 13,7 °C et le cumul annuel moyen de précipitations est de 1 093,8 mm,. Pour l'avenir, les paramètres climatiques de la commune estimés pour 2050 selon différents scénarios d’émission de gaz à effet de serre sont consultables sur un site dédié publié par Météo-France en novembre 2022.

### Milieux naturels et biodiversité

#### Réseau Natura 2000
Le réseau Natura 2000 est un réseau écologique européen de sites naturels d'intérêt écologique élaboré à partir des Directives « Habitats » et « Oiseaux », constitué de zones spéciales de conservation (ZSC) et de zones de protection spéciale (ZPS).
Un site Natura 2000 a été défini sur la commune au titre de la « directive Habitats », : 
- le « gave de Pau », d'une superficie de 8 194 ha, un vaste réseau hydrographique avec un système de saligues[Note 4] encore vivace[18] et une au titre de la « directive Oiseaux »[17],[Carte 2] :
- le « barrage d'Artix et saligue du gave de Pau », d'une superficie de 3 360 ha, une vaste zone allongée bordant les saligues du gave[Note 4], et incluant des terres agricoles et urbaines en amont d'un barrage[19].

#### Zones naturelles d'intérêt écologique, faunistique et floristique
L’inventaire des zones naturelles d'intérêt écologique, faunistique et floristique (ZNIEFF) a pour objectif de réaliser une couverture des zones les plus intéressantes sur le plan écologique, essentiellement dans la perspective d’améliorer la connaissance du patrimoine naturel national et de fournir aux différents décideurs un outil d’aide à la prise en compte de l’environnement dans l’aménagement du territoire.
Une ZNIEFF de type 1 est recensée sur la commune, : 
le « lac d'Artix et les saligues aval du gave de pau » (779,72 ha), couvrant 12 communes du département et une ZNIEFF de type 2,, : 
le « réseau hydrographique du gave de Pau et ses annexes hydrauliques » (3 000,84 ha), couvrant 71 communes dont 10 dans les Landes, 59 dans les Pyrénées-Atlantiques et 2 dans les Hautes-Pyrénées.

#### Autres milieux naturels

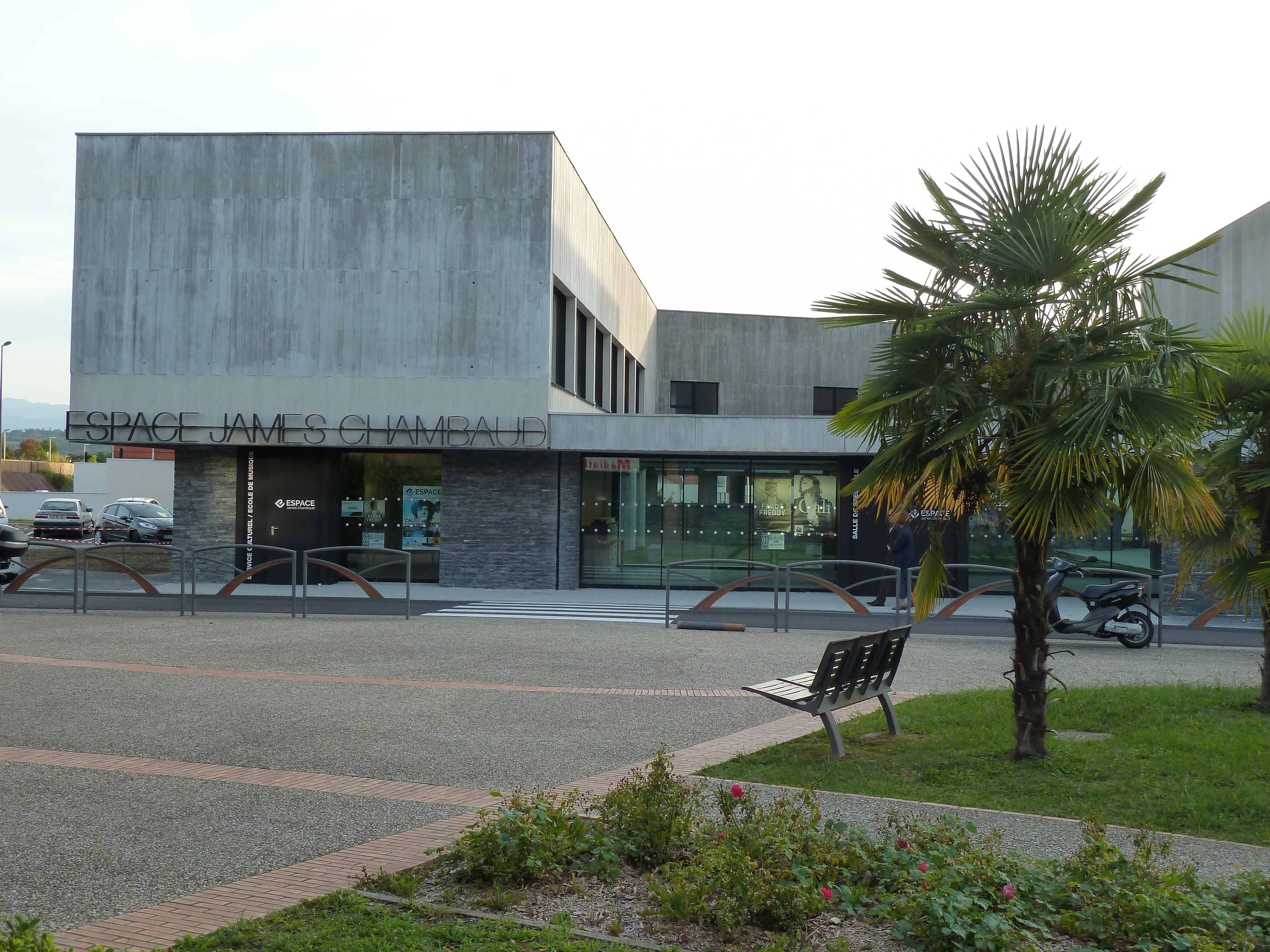
Espace James Chambaud.

Lons est fréquemment qualifiée de « ville verte ». En effet, avec environ 80 hectares d'espaces verts, la commune de Lons propose un cadre de vie naturel verdoyant, arboré et boisé.
Le Lanot du Castet (La petite lande du château) est un espace naturel et agricole situé en grande partie sur la commune de Lons. D’une superficie de plus de 50 hectares d’un seul tenant, ce poumon vert se situe entre le quartier du Tonkin, le chemin des vignes et la voie Nord-Sud. Lieu prisé des Lonsois, il se compose de bois de feuillus, de prairies fleuries, de champs avec talus et fossés, d’une petite rivière, de coteaux et d’une saulaie sauvage. C’est un corridor écologique à la faune et à la flore remarquables, ainsi qu'une liaison douce entre les communes de Lescar, Billère et Lons.
La ville de Lons propose des chemins de promenade (guide du « Par-ci Par-Lons »).

## Urbanisme

### Typologie
Au 1er janvier 2024, Lons est catégorisée grand centre urbain, selon la nouvelle grille communale de densité à sept niveaux définie par l'Insee en 2022.
Elle appartient à l'unité urbaine de Pau, une agglomération intra-départementale regroupant 55  communes, dont elle est une commune de la banlieue,,. Par ailleurs la commune fait partie de l'aire d'attraction de Pau, dont elle est une commune du pôle principal,. Cette aire, qui regroupe 227 communes, est catégorisée dans les aires de 200 000 à moins de 700 000 habitants,.

### Occupation des sols

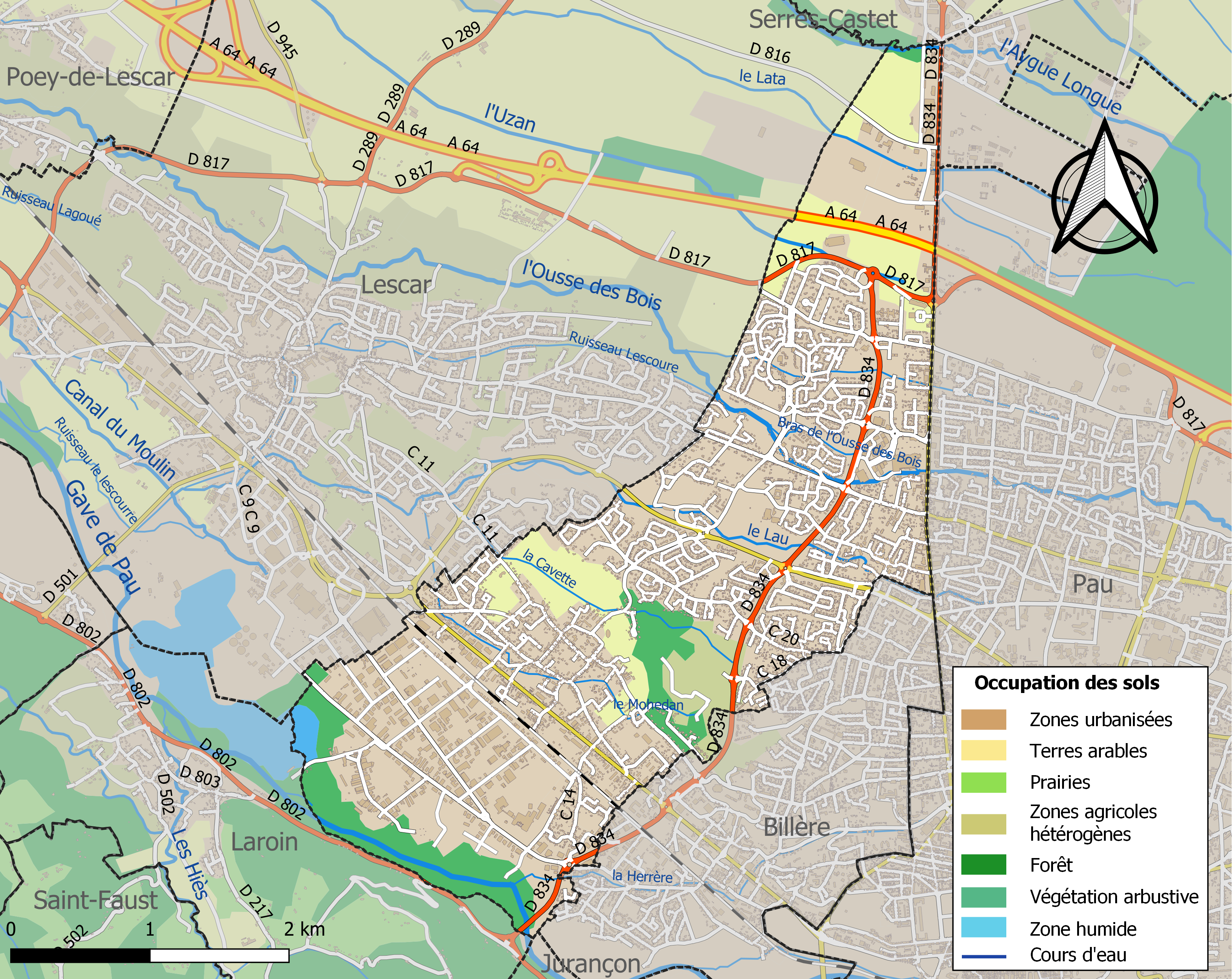
Carte des infrastructures et de l'occupation des sols de la commune en 2018 (CLC).

L'occupation des sols de la commune, telle qu'elle ressort de la base de données européenne d’occupation biophysique des sols Corine Land Cover (CLC), est marquée par l'importance des territoires artificialisés (79,1 % en 2018), en augmentation par rapport à 1990 (59,3 %). La répartition détaillée en 2018 est la suivante : 
zones urbanisées (50,3 %), zones industrielles ou commerciales et réseaux de communication (24,4 %), terres arables (10,6 %), forêts (7 %), espaces verts artificialisés, non agricoles (4,4 %), zones agricoles hétérogènes (2,9 %), eaux continentales (0,4 %). L'évolution de l’occupation des sols de la commune et de ses infrastructures peut être observée sur les différentes représentations cartographiques du territoire : la carte de Cassini (XVIIIe siècle), la carte d'état-major (1820-1866) et les cartes ou photos aériennes de l'IGN pour la période actuelle (1950 à aujourd'hui).

### Lieux-dits et hameaux
- Le Bourg ;
- Le Mail, quartier commercial comprenant un hypermarché, des commerces et des hôtels ;
- Le Perlic, ZAC créée à partir de 1975 ;
- Le Pesqué Lourd ;
- Pont-Long ;
- Le Tonkin ;
- La Zone (zone industrielle).

### Voies de communication et transports
La commune est desservie par les routes nationales 117 et 417.
Lons est également desservie par le réseau d'autocars interurbains des Pyrénées-Atlantiques :
- Pau — Centre Hospitalier ⥋ Mourenx — Canastel

#### Transports urbains

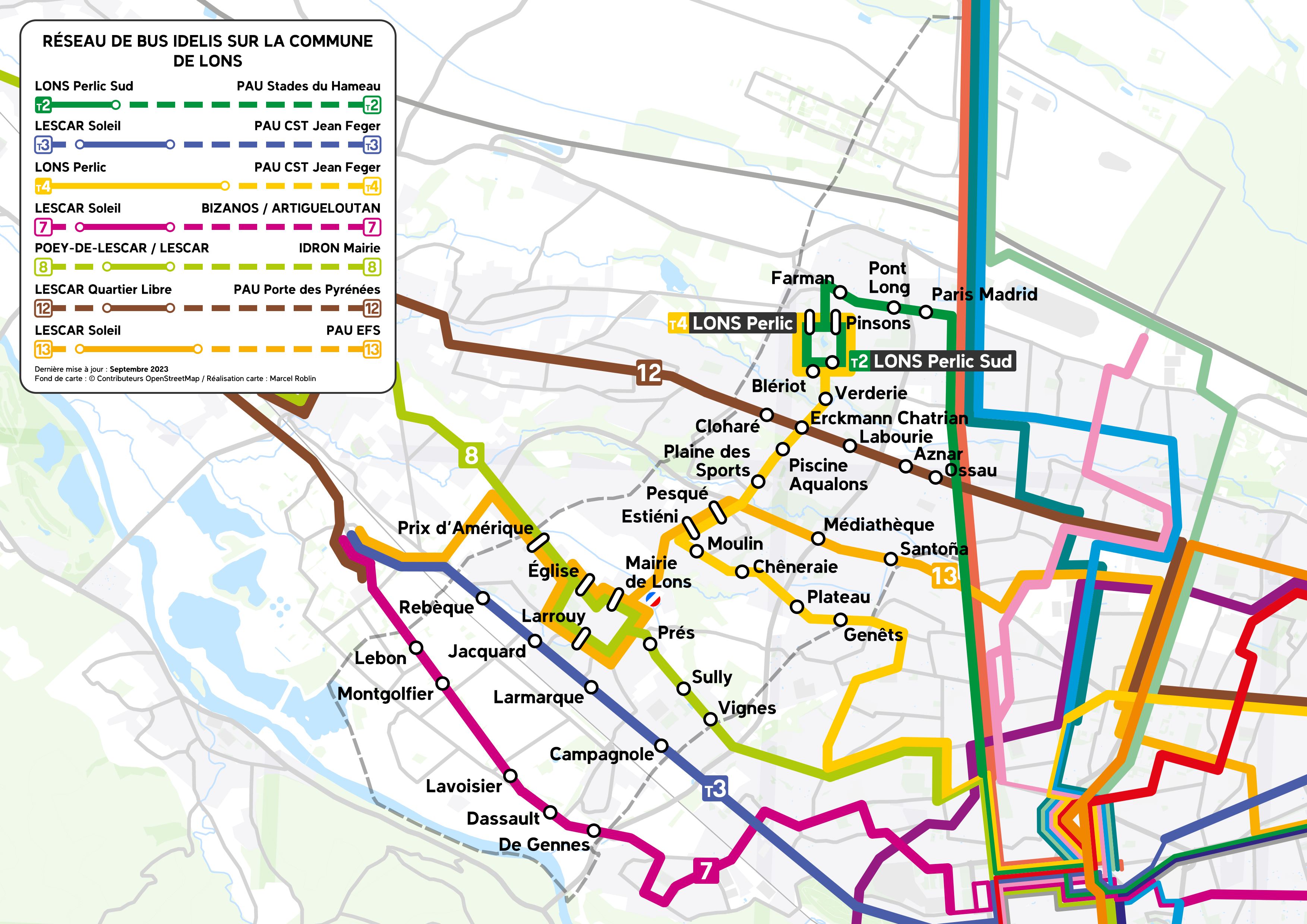
Réseau de bus IDELIS à Lons

Lons est desservie par le réseau de bus Idelis :
La commune est desservie par 7 lignes en journée du lundi au samedi :
- Lons — Perlic Sud ↔ Pau — Stades du Hameau
- Lescar — Soleil ↔ Pau — CST Jean Feger
- Lons — Perlic / Billère — J. Gois ↔ Pau — Cité Multimédia
- Lescar — Soleil ↔ Bizanos — Beau Soleil / Artigueloutan — Salle des Fêtes
- Poey-de-Lescar — Z.A. D817 / Lescar — Collège S. Palay ↔ Idron — Mairie
- Lescar — Quartier Libre ↔ Pau — Porte des Pyrénées
- Lescar — Soleil ↔ Pau — EFS

Les dimanches, jours fériés, ainsi qu'en soirée, Lons est desservie par 2 lignes :
- Lons — Perlic Sud ↔ Pau — Pôle Bosquet
- Lescar — Soleil ↔ Pau — Pôle Bosquet

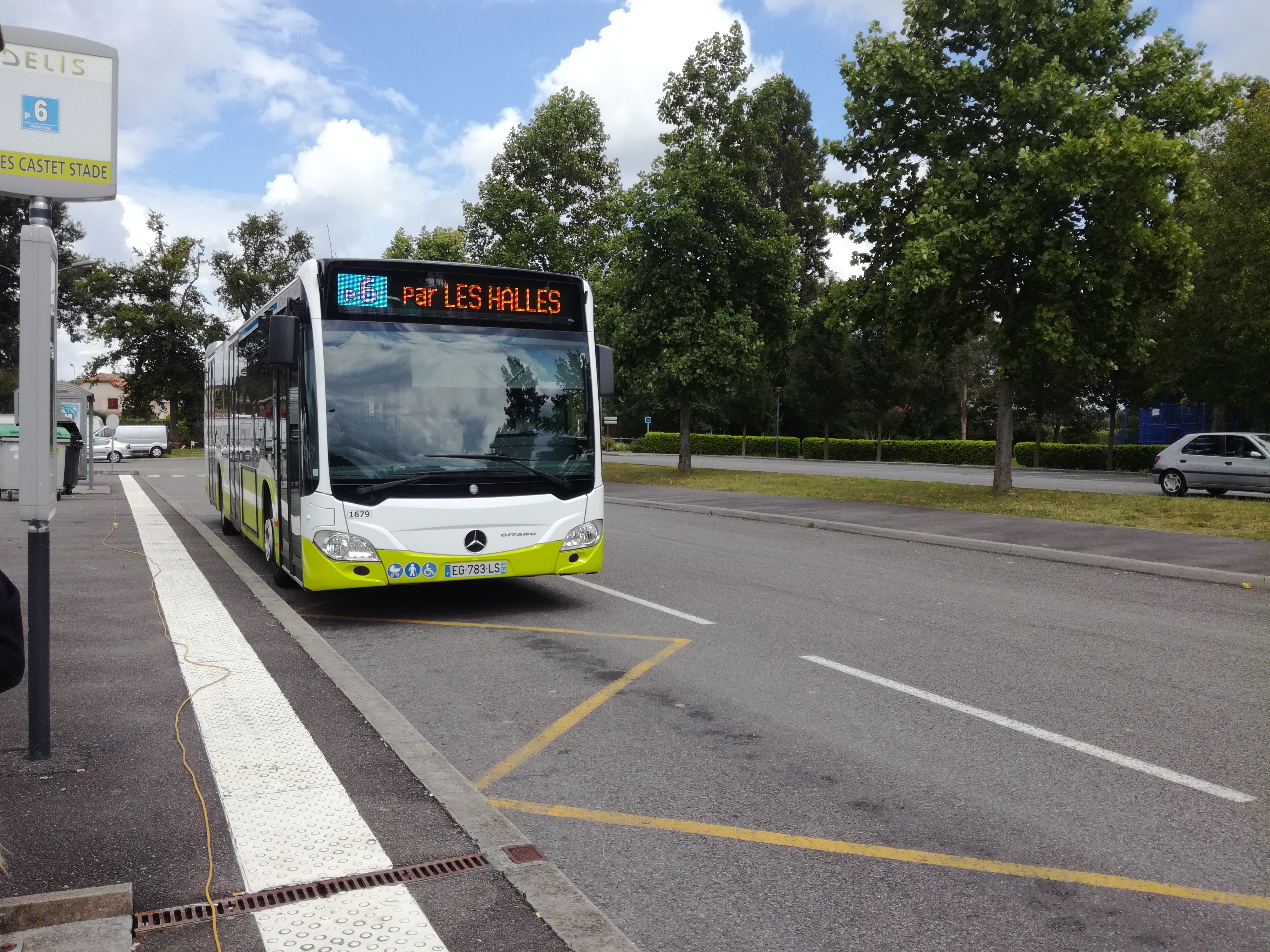
Bus du réseau.

### Risques majeurs
Le territoire de la commune de Lons est vulnérable à différents aléas naturels : météorologiques (tempête, orage, neige, grand froid, canicule ou sécheresse), inondations et séisme (sismicité moyenne). Il est également exposé à un risque technologique, le transport de matières dangereuses, et à un risque particulier : le risque de radon. Un site publié par le BRGM permet d'évaluer simplement et rapidement les risques d'un bien localisé soit par son adresse soit par le numéro de sa parcelle.

#### Risques naturels
La commune fait partie du territoire à risques importants d'inondation (TRI) de Pau, regroupant 34 communes concernées par un risque de débordement du gave de Pau, un des 18 TRI qui ont été arrêtés fin 2012 sur le bassin Adour-Garonne. Les événements antérieurs à 2014 les plus significatifs sont les crues de 1800, crue la plus importante enregistrée à Orthez (H = 15,42 m au pont d'Orthez), du 23 juin 1875, exceptionnelle par son ampleur géographique, des 27 et 28 octobre 1937, la plus grosse crue enregistrée à Lourdes depuis 1875, du 3 février 1952, du 27 janvier 1972 (10,46 m à Orthez pour Q = 725 m3/s), du 28 novembre 1974, du 1er juin 1978 (3,40 m à Rieulhès pour Q = 504 m3/s) et du 19 juin 2013. Des cartes des surfaces inondables ont été établies pour trois scénarios : fréquent (crue de temps de retour de 10 ans à 30 ans), moyen (temps de retour de 100 ans à 300 ans) et extrême (temps de retour de l'ordre de 1 000 ans, qui met en défaut tout système de protection). La commune a été reconnue en état de catastrophe naturelle au titre des dommages causés par les inondations et coulées de boue survenues en 1982, 1988, 1992, 1993, 1996, 2006, 2008, 2009 et 2011,.

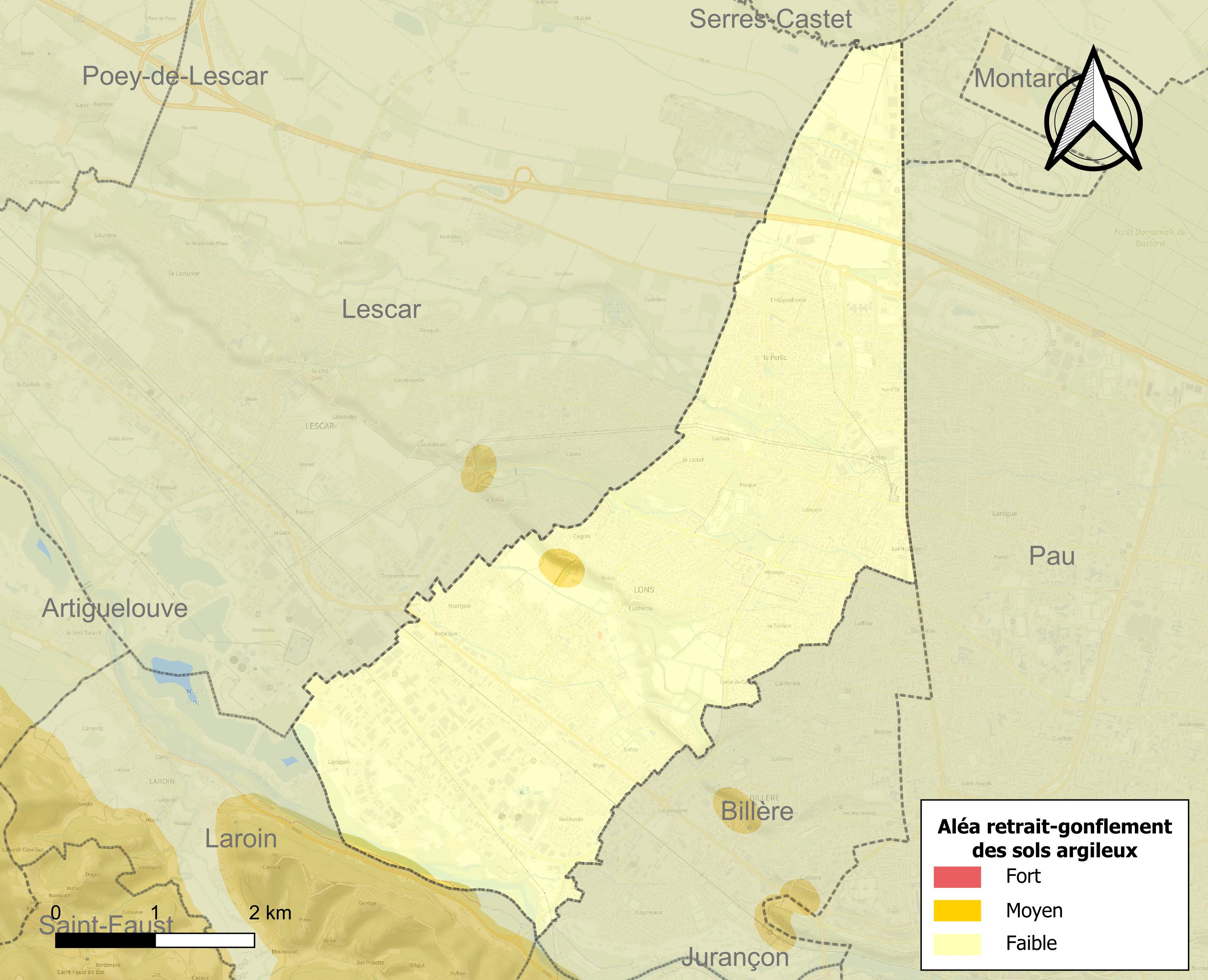
Carte des zones d'aléa retrait-gonflement des sols argileux de Lons.

Le retrait-gonflement des sols argileux est susceptible d'engendrer des dommages importants aux bâtiments en cas d’alternance de périodes de sécheresse et de pluie. 1,2 % de la superficie communale est en aléa moyen ou fort (59 % au niveau départemental et 48,5 % au niveau national). Depuis le 1er octobre 2020, en application de la loi ELAN, différentes contraintes s'imposent aux vendeurs, maîtres d'ouvrages ou constructeurs de biens situés dans une zone classée en aléa moyen ou fort,.

#### Risque particulier
Dans plusieurs parties du territoire national, le radon, accumulé dans certains logements ou autres locaux, peut constituer une source significative d’exposition de la population aux rayonnements ionisants. Selon la classification de 2018, la commune de Lons est classée en zone 2, à savoir zone à potentiel radon faible mais sur lesquelles des facteurs géologiques particuliers peuvent faciliter le transfert du radon vers les bâtiments.

## Toponymie
Le toponyme Lons apparaît sous les formes 
Lod et Sanctus-Petrus de Alod (respectivement XIe siècle et 1101, cartulaire de Lescar),
Laas, Lagos, Laoos et Laos (XIe – XIVe siècle, Anciens Fors),
Laoos, Loth et Los (respectivement 1170 et XIIe siècle pour les deux dernières formes, cartulaire de Sauvelade), 
Léos (1385, censier de Béarn), 
Loos et Leoos (respectivement 1540 et 1546, réformation de Béarn).
Son nom béarnais est Lons ou Louns.

## Histoire
Paul Raymond note qu'en 1385, Lons comptait trente-et-un feux et dépendait du bailliage de Pau. La baronnie de Lons devint un marquisat en 1648 qui englobait Abitain, Anoye, Baleix, Castillon, Juillacq, le Leu (hameau d'Oraàs), Lion, Lons, Maspie, Oraàs, Peyrède (fief d'Oraàs), Sauvagnon et Viellepinte.

## Héraldique
| Blason de Lons | Blason  | D’argent au pin arraché de sinople fruité du champ adextré d’un étoile d’azur et senestré d’une ourse (pièces de monnaie trouée) de gueules. |
| Blason de Lons | Détails | Le statut officiel du blason reste à déterminer.                                                                                             |

## Politique et administration

### Liste des maires
| Période                                  | Période   | Identité           | Étiquette    | Qualité |
| ---------------------------------------- | --------- | ------------------ | ------------ | --- |
| Les données manquantes sont à compléter. |           |                    |              | |
|                                          |           |                    |              | |
| 1944                                     | mars 1959 | Sylvain Toulet     |              | |
| mars 1959                                | mars 1971 | Henri Perrot       |              | |
| mars 1971                                | mars 1983 | Maurice Baudrit    |              | |
| mars 1983                                | mars 2014 | James Chambaud     | RPR puis UMP | Médecin gastro-entérologue |
| mars 2014 (réélu en mai 2020)            | En cours  | Nicolas Patriarche | UMP-LR       | Chef d'entreprise Conseiller départemental du canton de Lescar, Gave et Terres du Pont-Long (2015 → ) 4e vice-président de la CA Pau Béarn Pyrénées (2017 → ) |

### Intercommunalité
La ville de Lons fait partie de sept structures intercommunales :
- l’agence publique de gestion locale ;
- la communauté d'agglomération de Pau Béarn Pyrénées ;
- le SIVU pour le service de soins infirmiers à domicile pour personnes âgées du canton de Lescar ;
- le SIVU pour le stationnement des gens du voyage Lons - Billère ;
- le syndicat AEP de la région de Jurançon ;
- le syndicat d’énergie des Pyrénées-Atlantiques ;
- le syndicat intercommunal de défense contre les inondations du gave de Pau.

Lons accueille le siège du SIVU pour le stationnement des gens du voyage Lons - Billère.

### Historique des logos

Logo de Lons.

### Jumelages
Santoña (Espagne) depuis 1998.

## Population et société

### Démographie
L'évolution du nombre d'habitants est connue à travers les recensements de la population effectués dans la commune depuis 1793. Pour les communes de plus de 10 000 habitants les recensements ont lieu chaque année à la suite d'une enquête par sondage auprès d'un échantillon d'adresses représentant 8 % de leurs logements, contrairement aux autres communes qui ont un recensement réel tous les cinq ans,.

En 2022, la commune comptait 13 708 habitants, en évolution de +6,16 % par rapport à 2016 (Pyrénées-Atlantiques : +3,78 %, France hors Mayotte : +2,11 %).
| 1793 | 1800 | 1806 | 1821 | 1831 | 1836 | 1841 | 1846 | 1851 |
| ---- | ---- | ---- | ---- | ---- | ---- | ---- | ---- | ---- |
| 778  | 805  | 799  | 887  | 910  | 912  | 891  | 915  | 936  |

| 1856 | 1861 | 1866 | 1872 | 1876 | 1881 | 1886 | 1891 | 1896 |
| ---- | ---- | ---- | ---- | ---- | ---- | ---- | ---- | ---- |
| 962  | 885  | 873  | 902  | 905  | 922  | 907  | 881  | 945  |

| 1901 | 1906 | 1911  | 1921 | 1926  | 1931  | 1936  | 1946  | 1954  |
| ---- | ---- | ----- | ---- | ----- | ----- | ----- | ----- | ----- |
| 946  | 990  | 1 060 | 896  | 1 003 | 1 260 | 1 378 | 1 490 | 2 446 |

| 1962  | 1968  | 1975  | 1982  | 1990  | 1999   | 2006   | 2011   | 2016   |
| ----- | ----- | ----- | ----- | ----- | ------ | ------ | ------ | ------ |
| 2 321 | 2 980 | 3 365 | 6 717 | 9 254 | 11 154 | 11 799 | 12 304 | 12 913 |

| 2021   | 2022   | - | - | - | - | - | - | - |
| ------ | ------ | - | - | - | - | - | - | - |
| 13 915 | 13 708 | - | - | - | - | - | - | - |

Lons fait partie de l'aire d'attraction de Pau.
Avec aujourd'hui plus de 12 000 habitants, la Ville de Lons a réussi le pari de devenir une commune pleinement urbaine tout en préservant son cachet et son environnement naturel originel : subtil équilibre entre infrastructures et espaces verts, entre services variés à la population et aménagements de zones d'activités, entre habitat traditionnel et habitat contemporain, Lons est aujourd'hui une commune attractive.

## Économie et industrie
La commune fait partiellement partie de la zone d'appellation fromagère de l'ossau-iraty.
Elle héberge plusieurs ateliers et usines, dont une usine Candia pour les laits aromatisés.

## Culture locale et patrimoine

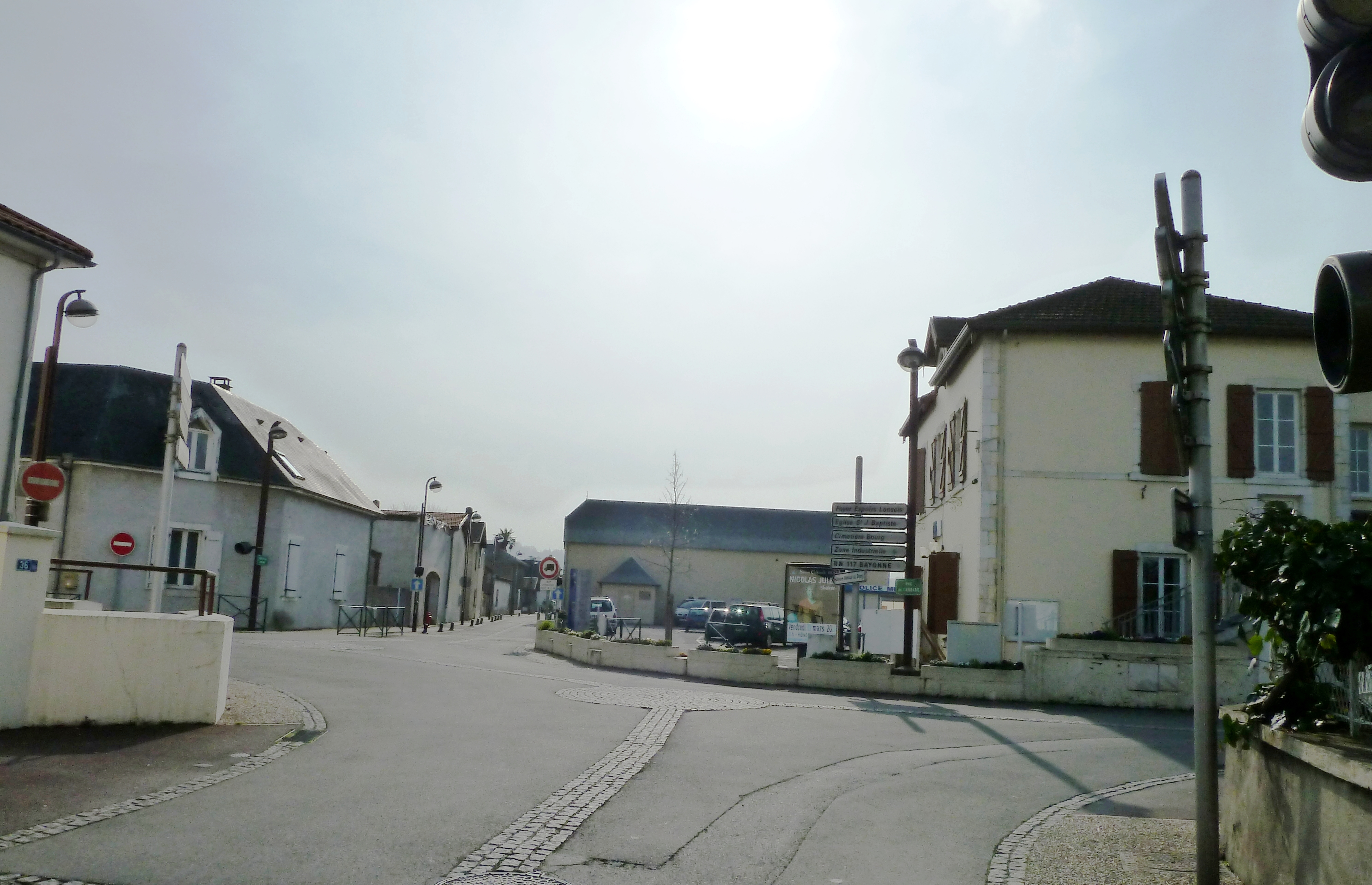
Lons, le Bourg.
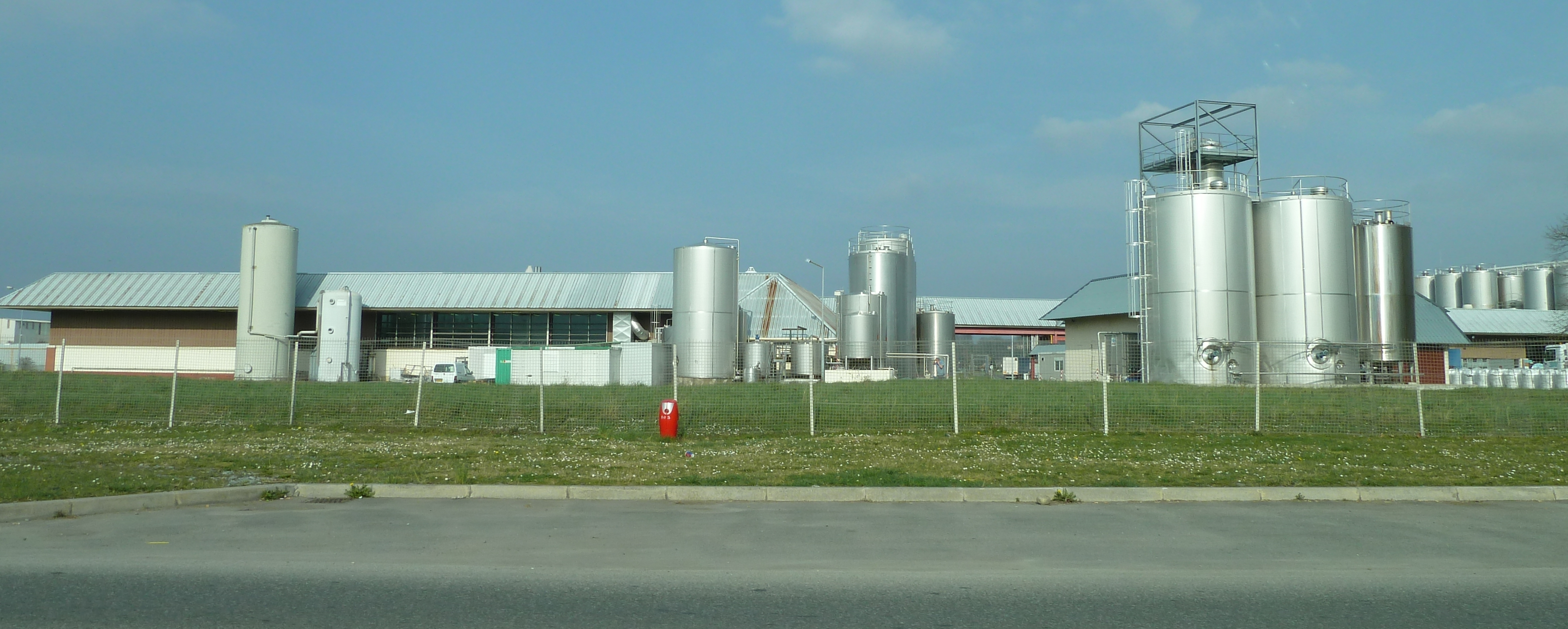
L'Usine 3A.
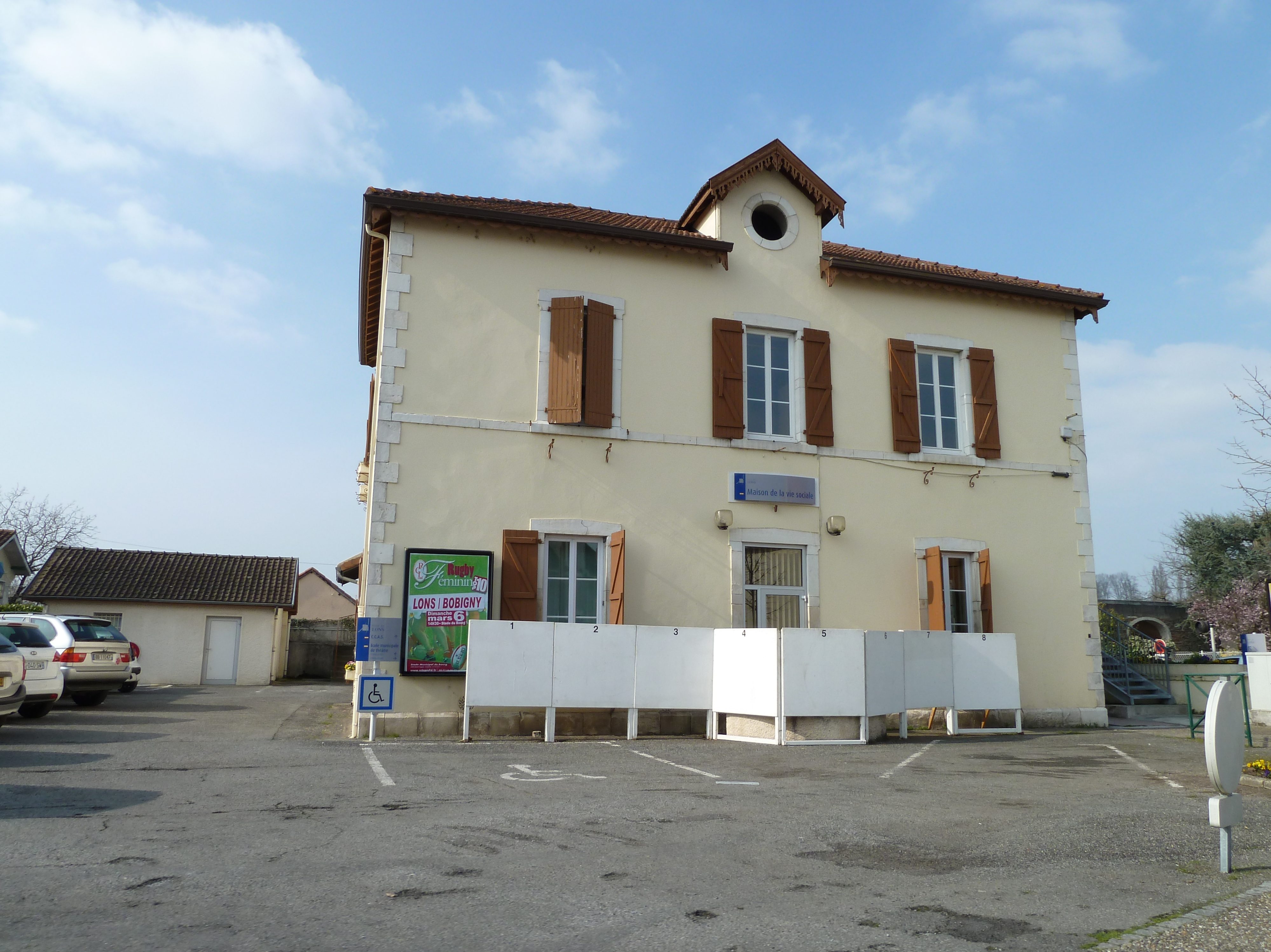
Maison de la vie sociale.
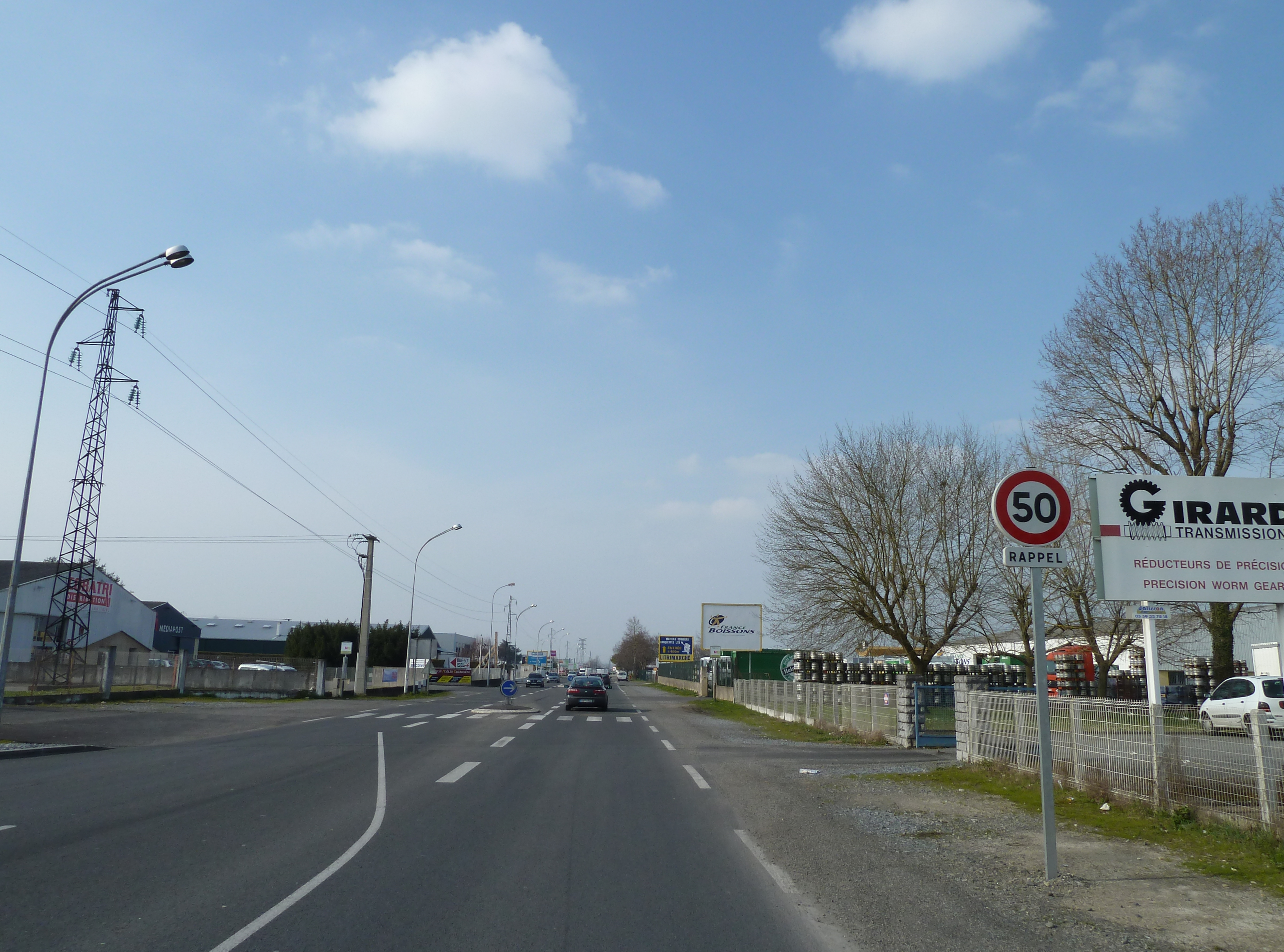
La zone industrielle.

### Patrimoine religieux

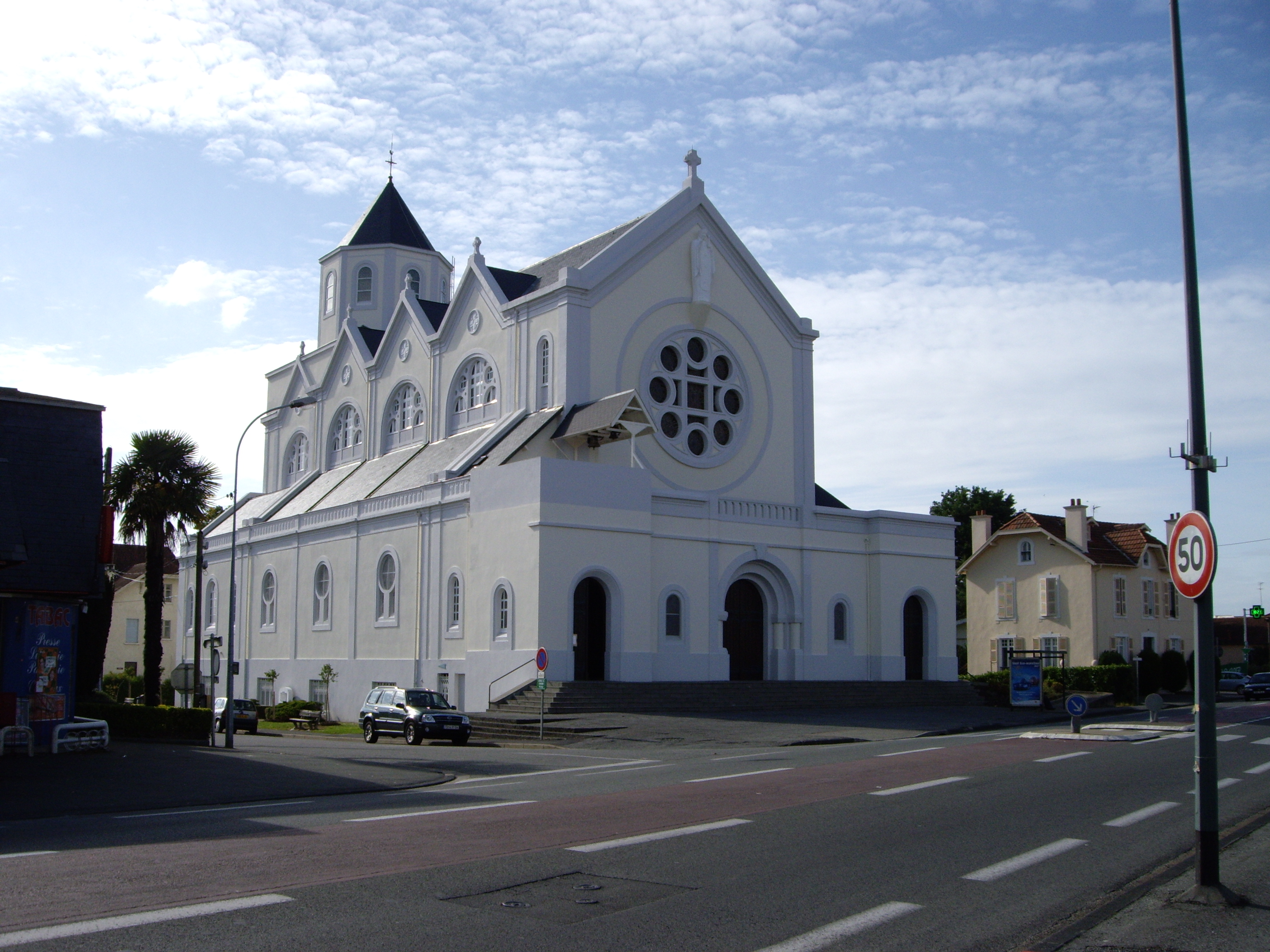
Église Saint-Julien.

L'église Saint-Jean-Baptiste date de 1846 alors que l'église Saint-Julien a été construite en 1936. On lui reconnaît des influences Art déco. L'église Saint-Julien est inscrite au titre des monuments historiques depuis juin 2016. Les services de l'État ont en effet reconnu l'église lonsoise comme « ayant un intérêt d'art et d'histoire suffisant pour rendre désirable » sa conservation. La Commission Régionale du patrimoine et des sites avait justifié sa demande d'inscription en raison de la qualité du décor intérieur de l'église St-Julien.

### L'Espace James Chambaud, équipement culturel communal
Équipement communal à vocation communautaire, l'Espace James-Chambaud est composé de trois entités, une salle de spectacle d'une jauge modulable de 300 à 750 places, d'une école de musique municipale de 300 élèves et du service culturel de la mairie de Lons. Une saison culturelle pluridisciplinaire et accessible à tous est proposé par l'Espace James-Chambaud. Ce dernier a ouvert ses portes le 3 octobre 2015, pour un week-end inaugural avec un concert du chanteur Cali. Ils se sont produits à l'Espace James Chambaud : Cali, Faada Freddy, Arno, Rosemary Standley...

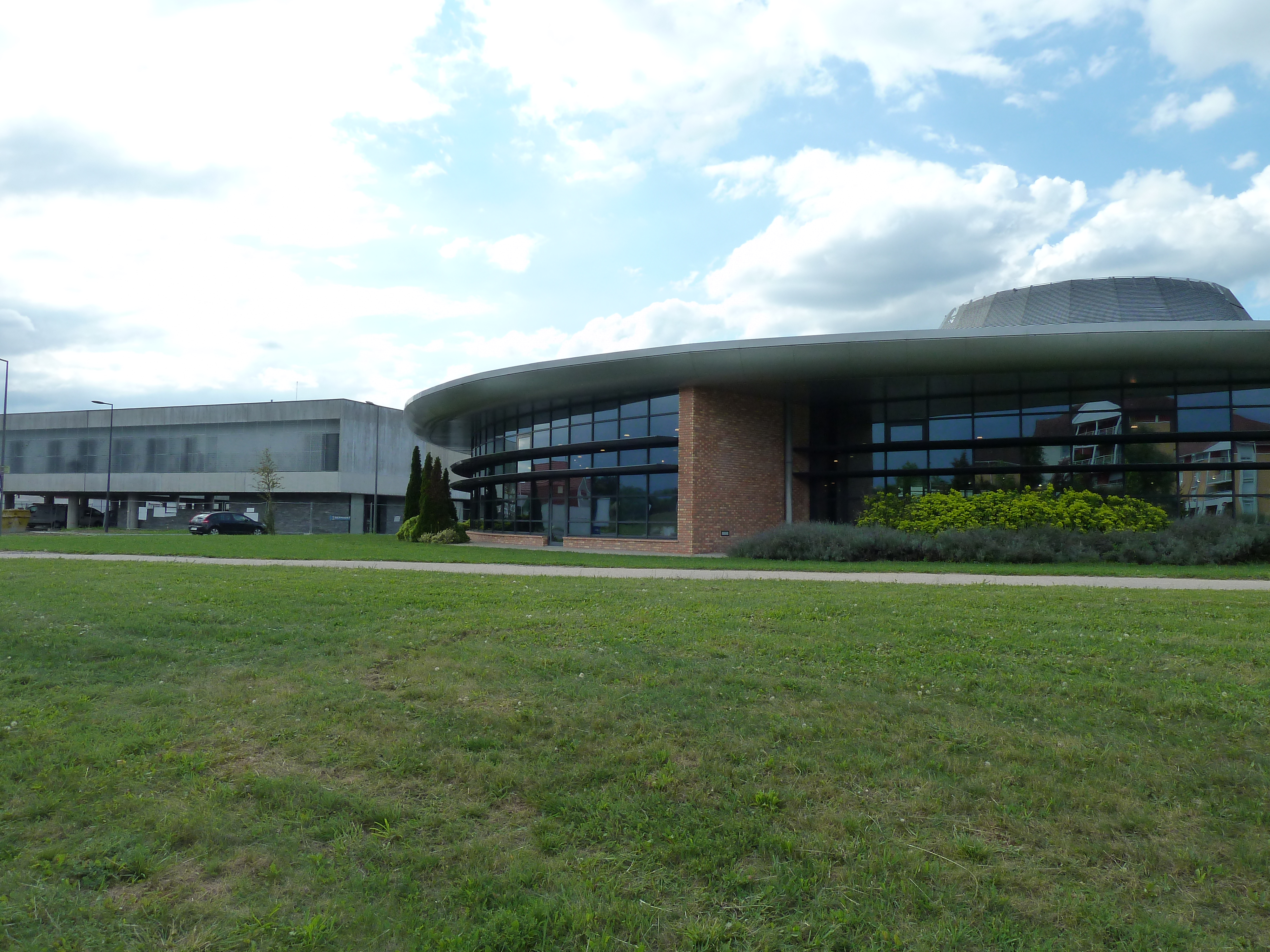
Médiathèque de Lons.

### Médiathèque
Ouverte en 2008, la médiathèque de Lons a intégré le réseau de lecture publique de la Communauté d'agglomération Pau-Pyrénées le 1er janvier 2011. La médiathèque de Lons offre un choix de plus de 50 000 documents : livres, CD, DVD, un coin presse ainsi qu'un accès à de nombreuses ressources électroniques : catalogue en ligne, encyclopédies en ligne, bibliothèque numérique et plus largement Internet.

## Équipements
Éducation
La commune dispose de trois écoles maternelles (école Lartigue, Perlic Sud, Sylvain-Toulet), trois écoles primaires (école Lartigue, Perlic Nord et Henri-Perrot), ainsi que d'une école municipale de musique et d'une école municipale de théâtre. Après la réhabilitation de l'école Perlic Sud en 2016, le groupe scolaire Perlic Nord sera démoli puis reconstruit, pour une ouverture à la rentrée 2018, afin de créer une nouvelle école adaptée aux usages pédagogiques actuels et prendre en compte la croissance démographique du nord de la commune.
Sports et équipements sportifs
La Commune de Lons dispose de nombreuses installations sportives, dont certaines, comme la piscine Aqualons, constituent des références à l'échelle de l'agglomération paloise. Au-delà des équipements, le Service Municipal des Sports et les associations proposent une large palette d'activités sportives. Les équipements sportifs sont principalement répartis sur trois secteurs géographiques : le Bourg, la Plaine des Sports, le Perlic. L'ensemble des installations sportives de la commune est entretenu et géré par les services municipaux et notamment par le Service des Sports qui organise leur utilisation.

### La piscine Aqualons
Ouverte en 1992, dans un cadre verdoyant, Aqualons est un lieu qui allie natation (650 m2 de plan d'eau, 8 lignes d'eau), bien-être (bain bouillonnant, hammam, douche déferlante, nage à contre-courant, pataugeoire...), sensations (toboggan de 45 m...) et musculation (espace de remise en forme). L'association Barracudas, basée à Aqualons, forte de plus de 600 adhérents, propose également des activités telles que la natation sportive, l'aquagym...

### Complexe sportif du Moulin
Le complexe sportif du Moulin est situé au centre de la commune (mail de Coubertin) et dispose de : une salle omnisport, une salle des arts martiaux, un trinquet, deux squashs, un mur d'escalade, un terrain d'honneur (utilisé par le Football Club de Lons) et le terrain du Moulin.

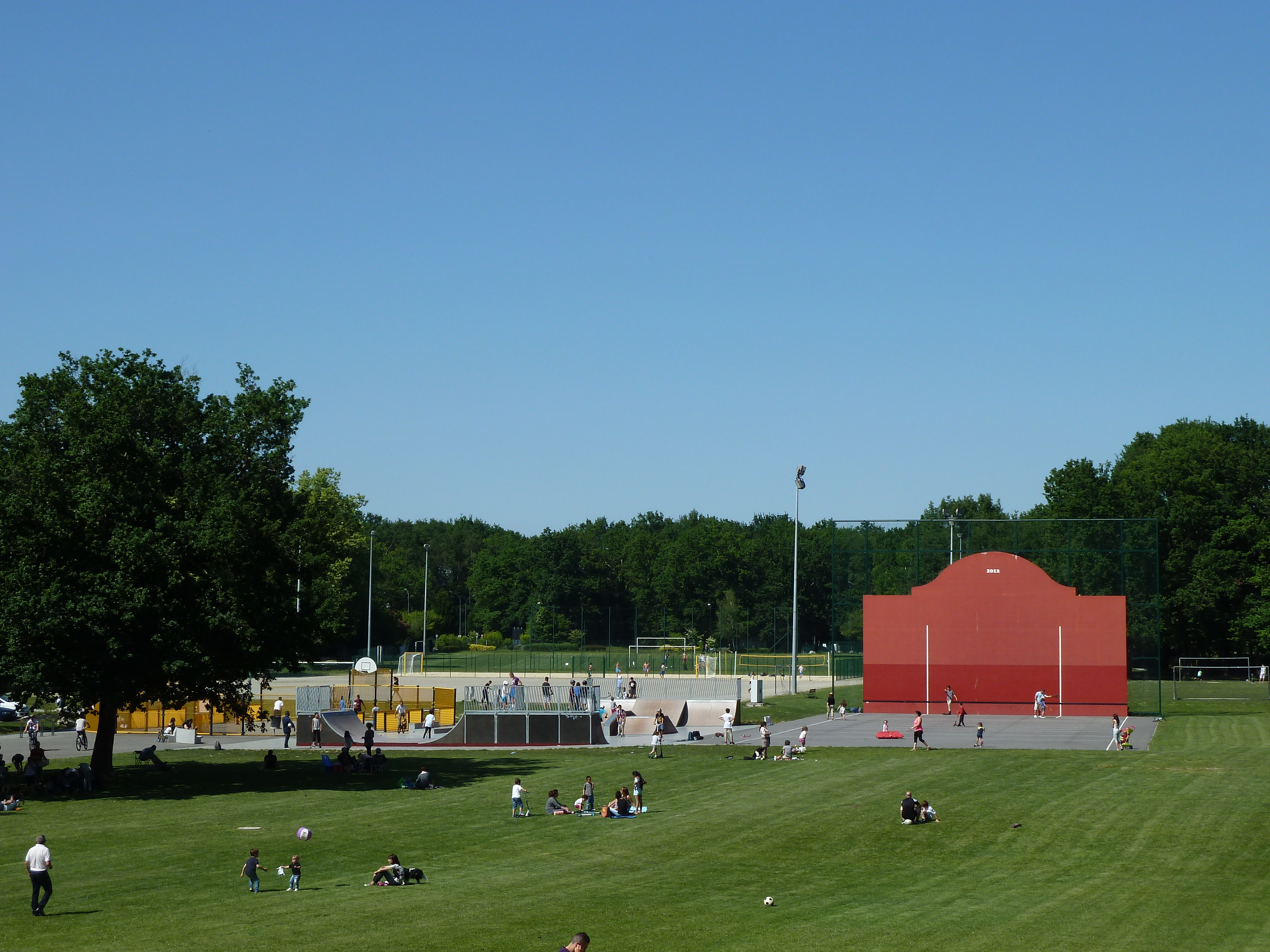
Plaine des Sports de Lons.

### Plaine des Sports de Lons
La Plaine des Sports est un lieu fédérateur de la commune, située au centre de la ville, elle propose de nombreuses activités sportives en plein air dans un cadre verdoyant et arboré. Elle est souvent qualifiée de « vitrine de la ville » car elle représente à elle seule la « ville verte » qu'est Lons. Elle dispose de d'un terrain de football à 7, deux terrains stabilisés de football, des terrains de mini-basket et de handball, un parcours course d'orientation, d'un parcours C.R.A.P.A. (avec un parcours de santé), d'un parcours d'équitation, d'un boulodrome, d'un Roller / Skate Park, d'un City Stade, d'un fronton, d'un terrain de Beach-volley et d'une aire de Fitness

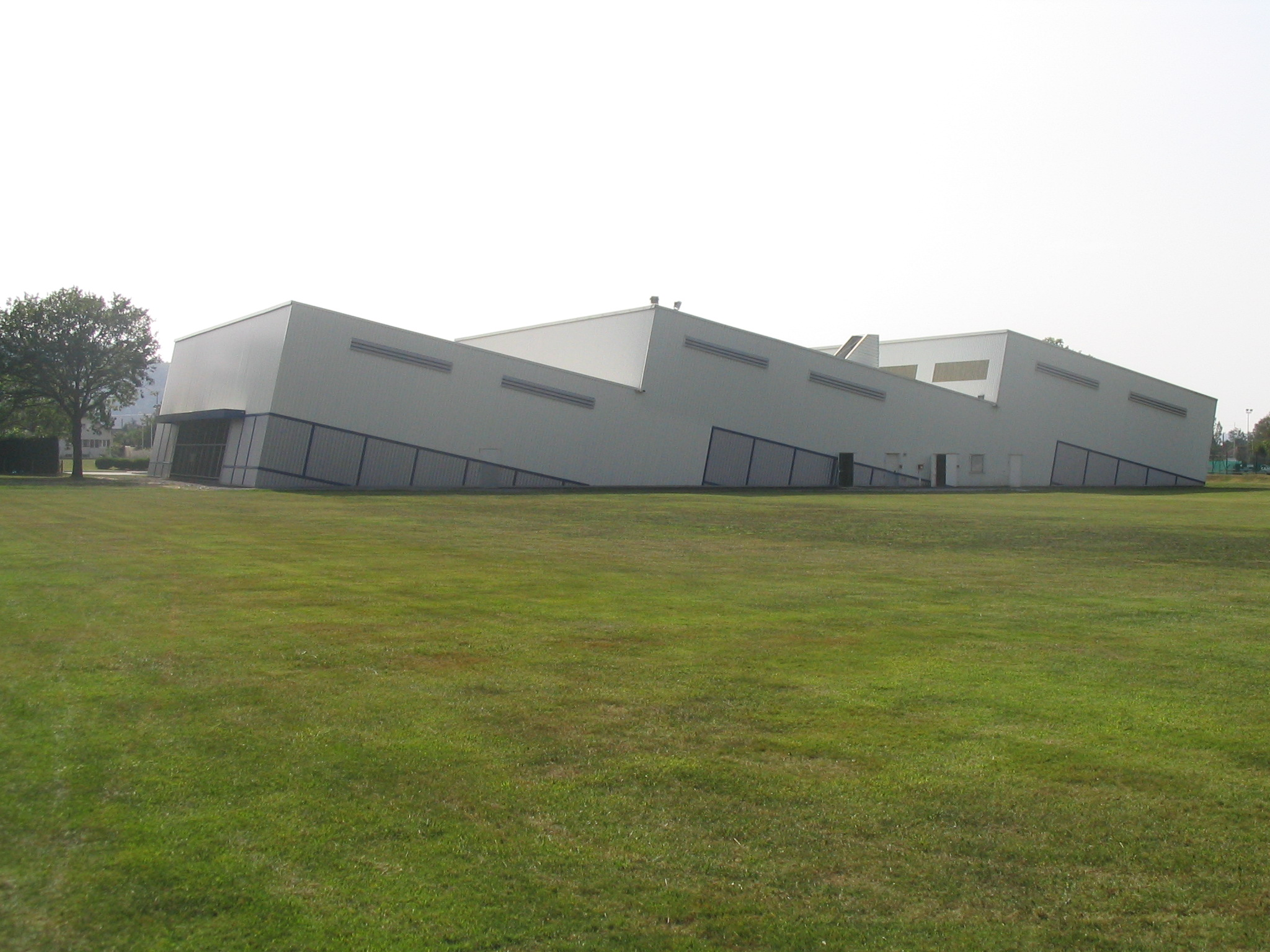
Salle Jean-René Bellocq (Complexe Sportif Georges Martin).

### Complexe sportif Georges Martin
Le complexe sportif Georges Martin est situé dans le bourg de Lons (bas de ville) et dispose de : une salle omnisports « Jean-René Bellocq » (surnommée la salle penchée), deux terrains de tennis couverts (résine dure), 3 terrains de tennis non couverts (1 synthétique, 1 enrobé, 1 résine dure), une salle polyvalente « Gérard Forgues », terrains d'honneur de rugby, terrain d'entraînement de rugby, terrain « baby » de rugby, terrain mini-poussins de rugby et un terrain réservé au rugby féminin.
Le Lons Section paloise rugby féminin, anciennement RC Lons jusqu'en 2015, est un club féminin de rugby à XV participant au championnat de France féminin de rugby à XV.

### Stade du Perlic
Il dispose d'un terrain de Football et de deux terrains de tennis non couverts en libre accès.

### Mini-golf
Installé dans un sous bois, le mini-golf du Moulin propose 18 pistes.

## Personnalités liées à la commune

### Nées auXXesiècle
- Louis Cluchague, né en 1902 à Lons et décédé en 1978 à Pau, est un joueur français de rugby à XV ;
- Michel Hacq, né en 1909 à Lons, est un commissaire de police français qui constitue une des figures emblématiques de la résistance policière.
- James Chambaud, ancien maire et président du FC Pau[53].